# ليون دوغلاس
ليون دوغلاس (بالإنجليزية: Leon Douglas)‏ مواليد 26 أغسطس 1954 في ليتون، هو مدرب كرة سلة أمريكي ولاعب سابق. بدأ مسيرته الاحترافية في سنة 1976. تم اختياره من قبل فريق ديترويت بيستونز خلال الدرافت. حمل الرقم 13. يبلغ طوله 6 قدم 10 بوصة (2.1 م). حقق المركز الأول في دورة الألعاب الأمريكية 1975. اعتزل اللعب في 1992.

## المسيرة الاحترافية
لعب مع ديترويت بيستونز من سنة 1976 إلى 1980، ثم لعب مع سكرامنتو كينغز من سنة 1980 إلى 1983، ثم لعب مع رير فينيزيا مستري في موسم 1982–1983، ثم لعب مع ليموج سي إس بي في الدوري الفرنسي في موسم 1983–1984، ثم لعب مع فورتيتودو بولونيا في الدوري الإيطالي من سنة 1984 إلى 1987، ثم لعب مع بستويا باسكت 2000 من سنة 1987 إلى 1991.

## الميداليات
| الميدالية | المسابقة                    |
| --------- | --------------------------- |
| ذهبية     | دورة الألعاب الأمريكية 1975 |

## روابط خارجية
- ليون دوغلاس على موقع إن بي أي (الإنجليزية)
- ليون دوغلاس على موقع سبورتس رفرنس (الإنجليزية)
- ليون دوغلاس على موقع كلية كرة السلة في سبورتس رفرنس.كوم (الإنجليزية)
- ليون دوغلاس على موقع ريلجم (الإنجليزية)
- ليون دوغلاس على موقع بروبوليرز (الإنجليزية)